# Joseph Barcroft
Joseph Barcroft (Newry, 26 juli 1872 - Cambridge, 21 maart 1947) was een Noord-Iers fysioloog. Hij deed onderzoek naar het zuurstofgehalte in bloed.

## Onderzoek
Barcroft behaalde zijn graad in geneeskunde aan het King's College van de Universiteit van Cambridge in 1896, na in 1891 een BSc verkregen te hebben aan de Leys School. Daarna begon hij met onderzoek naar hemoglobine. Hij bekeek onder meer hoe het reageerde op giftige gassen (waaraan hij zich daarvoor persoonlijk blootstelde) en op grote hoogtes. Vanaf 1933 legde Barcroft zich toe op ademhaling van foetussen bij zoogdieren. In 1937 werd hij de eerste voorzitter van de Unit of Animal Physiology op Cambridge.

## Academisch
Barcroft werd in 1910 verkozen tot Fellow of the Royal Society en ontving in 1943 haar Copley Medal. Hij was Fullerian hoogleraar aan de Royal Institution (1923-1926), Dunham lector aan de Harvard-universiteit (1929) en voorzitter van de faculteit fysiologie van de British Association for the Advancement of Science (1920).
Hij stierf als gevolg van een hartaanval.